# Jolie laide
Jolie laide (Traducción literal al español: "guapa fea") es una expresión francesa la cual se usa para describir a alguien quien no posee una belleza convencional. Dientes torcidos, un golpe en la nariz u ojos demasiado juntos son ejemplos de características físicas no convencionales, que algunos ven como deformidades y que forman parte del concepto de jolie laide. Aunque dicho concepto reconoce que los hombres actúan y las mujeres están presentes (como el escritor John Berger lo describió), también reconoce que detrás de la imagen visceral existe una vida interna. Tal como dijo la crítica literaria Daphne Merkin, jolie laide es "un triunfo de la personalidad sobre el físico, la imposición de lo sustancial sobre lo superficial."
No está claro cuándo el término comenzó a utilizarse en la cultura francesa. Algunos han deducido que el término proviene de la canción de Serge Gainsbourg, "Laide Jolie Laide."
Algunas celebridades las cuales se cree son portadoras de esta noción son: Anjelica Huston, cuya "regia asimetría desafía las normas de la 'guapura' de portada de revista"; Sofia Coppola con su "introspectivismo y apariencia de una mujer sacada de un cuadro de Vermeer."; Charlotte Gainsbourg con su "aire melancólico y la forma poco incómoda en la que habita su cuerpo larguirucho". La fallecida Isabella Blow también ha sido descrita con este término.